# Моргулис, Михаил Григорьевич
Михаил (Менаше) Григорьевич Моргулис (1837—1912) — юрист, публицист и общественный деятель Российской империи.

## Биография
Михаил Моргулис родился в 1837 году в городе Бердичеве. Обучался в традиционном хедере, а позже в образцовом, откуда он перешёл в только что открывшееся тогда казенное училище, не без сопротивления, однако, со стороны материнской родни, которая принадлежала к хасидам.
По окончании училища 16-летний юноша, вопреки воле родителей, поступил в житомирское раввинское училище, где вскоре был принят на казенный счет. Наступили годы усиленной умственной работы, под влиянием таких преподавателей как Эйхенбаум, Цвейфель, Поличипецкий, Сухоставер и др. Молодежь раввинской семинарии смотрела на себя как на пионеров русско-еврейского просвещения. Моргулис мечтал стать русским Мендельсоном, реформатором религиозной и общественной жизни русских евреев.
Но первые попытки молодых учителей и раввинистов, вышедших из раввинских училищ, вызвали сильнейшее противодействие среди ортодоксов; с другой стороны, деятельность еврейских учителей столкнулась и с враждебным отношением русского общества. Моргулис, получивший в 1861 году звание раввина, решил поступить в университет. Как казеннокоштный, он обязан был отбыть раввинскую службу; киевская администрация прибегала к энергичным мерам, чтобы принудить его к этому, но благодаря содействию H. И. Пирогова, Mоргулис в 1864 году был зачислен студентом юридического факультета Киевского университета.
К этому времени Моргулис уже занялся педагогической и общественной деятельностью: преподает в бердичевской талмуд-торе и казенном училище, открывает вместе с товарищами — И. Кулишером, Сегалом, Бриком и др. — субботнюю школу, посещаемую как мальчиками, так и взрослыми, отстаивает перед местной администрацией интересы народной массы, сотрудничает в «Рассвете» О. А. Рабиновича. При участии Моргулиса в киевском университете образуется кружок еврейских студентов, издающий книги для еврейской массы и интеллигенции; кружок переводит на жаргон лучшие произведения иностранной литературы, составляет на русском языке сборники по истории и литературе евреев (в них были помещены статьи Моргулиса: «В оправдание Талмуда от его гонителей и защитников», «Очерк уголовного судопроизводства у древних евреев» и др.). Будучи студентом, Моргулис написал исследование «О праве наследования по Моисеево-талмудическому законодательству», которое представил в 1869 году как кандидатскую диссертацию.
Тогда же Моргулис, по предложению Одесского общества распространения просвещения между евреями, составил руководство к изучению русского языка, не допущенное, однако, цензурой. Моргулис помещает тогда же ряд статей по еврейскому вопросу в «Киевлянине», «Киевском Курьере», «Киевском Телеграфе», главным образом о просвещении, землевладении (статья о землевладении евреев в Юго-западном крае, вышедшая отдельной брошюрой, была конфискована) и о правовом положении евреев. Статьи, носившие большей частью боевой характер и привлекавшие к себе внимание печати, администрации и общества, сделали имя Моргулиса популярным среди еврейской массы: к нему стали обращаться как к энергичному защитнику еврейских прав. В 1869 году, по окончании университета, Моргулис переселился в Одессу. Нет почти ни одного одесского общественного учреждения, в котором Моргулис не принимал бы деятельного участия. Редкое сочетание основательных познаний в области еврейского быта, иудаизма и русского законодательства выдвинуло его как юриста-знатока в вопросах, касающихся правового положения евреев. Он писал статьи, составлял записки, участвовал в комиссиях, в том числе и в Высшей комиссии (Паленской) для пересмотра действующих в России законов о евреях.
Стремясь провести в жизнь идеи, изложенные им в статье «Что нам делать с русскими евреями?», Моргулис в 1870-х гг. много работал по организации общественных сил для распространения среди евреев просвещения, производительного труда и высшего знания еврейских наук. В 1871 году он совместно с И. Г. Оршанский вступил в редакцию газеты «День», где вел отдел иностранного обозрения, в котором, ссылаясь на пример иностранных евреев, призывал русско-еврейскую буржуазию и интеллигенцию служить своими материальными и умственными силами народной массе. Состоя с 1869 года членом правления одесского отдела общества просвещения и талмуд-торы, Моргулис в 1871 году был избран членом правления общества «Труд», ремесленное училище которого, главным образом благодаря его деятельности, стало в скором времени лучшим профессиональным учебным заведением.
В 1880-х годах М. Г. Моргулис борется против антисемитизма, печатает ряд статей, в которых отражает бросаемые еврейству обвинения. В это же время Моргулис принимает деятельное участие в Палестинском обществе, в котором остается 10 лет — до появления сионистского течения в Палестинском обществе. В 1890-х годах Моргулис энергично выступает на собраниях и в печати против сионизма, осуждая его как движение, противоречащее духу иудаизма и истинным потребностям народных масс. Не ограничиваясь отрицанием сионизма, Моргулис с целью показать еврейской молодежи образы, в которых сочетались лучшие стороны иудаизма с общечеловеческими началами, составляет исторические этюды из талмудической эпохи о Гиллеле, Меире, Акибе и Иуде; содействует организации лекций по вопросам еврейской науки, истории и литературы.
В кишиневском процессе М. Моргулис выступал в качестве гражданского истца, а после еврейского погрома 1905 года в Одессе он принял на себя председательство в комитете по оказанию помощи многочисленным пострадавшим. Ранее Моргулис пережил и первый одесский погром 1871 года, когда он, вместе с А. Я. Пассовером, И. А. Чацкиным, М. И Кулишером и И. Г. Оршанским, занялся раскрытием интеллектуальных виновников его. Попытка осветить этот погром в печати тогда не удалась, и лишь 40 лет спустя смог опубликовать свои воспоминания о нём.
В своей более чем полувековой литературной деятельности Моргулис касался как частных, так и принципиальных вопросов еврейской жизни, причем руководящая им идея заключалась в том, чтобы указать способы улучшения материального и нравственного быта евреев и обратить внимание на отсутствие целесообразности в стеснительных мерах не только с точки зрения интересов евреев, но и с точки зрения интересов прочего населения. Исследование еврейского вопроса является для него не делом предвзятого направления, а делом правды. Изучает ли Моргулис быт русских евреев, излагает ли он историю их учреждений, выясняет ли он сущность иудаизма, учения Талмуда, дух его права — он всегда стремится быть объективным исследователем, свободным как от апологетики, так и от необоснованных обвинений. С одинаковой силой обрушивается он на тех, кто искажает сущность еврейства, — будь это враги или друзья его. Практическое разрешение «еврейского вопроса» в России он видит в равноправии и полноправии. Об этом он постоянно писал ещё в 1869 году в иностранных обозрениях «Дня», об этом он напоминает в 1906 году в книге «Вопрос, именуемый еврейским», в котором резюмирует свои взгляды на ряд явлений русско-еврейской жизни. Для него еврейский вопрос тесно связан с общерусским: «Нет ни единой стороны еврейского вопроса, какой бы области она ни касалась, которая не переплеталась бы с соответственными сторонами общерусского вопроса. Равноправие евреев, идущее рядом с обновлением политического строя России, одно в состоянии положить конец искусственно созданному еврейскому вопросу».
Ортодоксы нередко причисляли Моргулиса к ассимиляторам. Но в его сочинениях нет идеологии ассимиляции, а в деятельности нет следов её. В статье «Самоосвобождение и самоотречение», написанной по поводу известной брошюры доктора Пинскера «Автоэмансипация», он говорит: «Не самоотречение нам нужно, а самосознание, проникновение идеей нашего прошлого, нашего национального достоинства и верой в будущность всего человечества, часть которого мы составляем». Относясь крайне отрицательно к сионизму, Моргулис, однако, сочувственно относится к тем эмиграционным движениям, которые стремятся поднять экономический и культурный уровень народа. Моргулис не раз в своих произведениях приходилось высказывать, что он смотрит на еврейство как на самостоятельную индивидуальность, имеющую свою собственную культуру и свои самобытные элементы, но при этом он всегда подчеркивал, что только соединение «национального и общечеловеческого» соответствует духу иудаизма и что только такой синтез должен быть руководящей идеей народных деятелей.
Главная работа еврейской интеллигенции, по Моргулису, должна быть направлена на систематическое изучение иудаизма по непосредственным религиозным источникам и историческим памятникам, на раскрытие их сущности, на проявление всего того, что содержится в исторических сокровениях иудаизма, на широкое распространение этих начал с целью сделать их достоянием массы. Рядом с этой работой, интеллигенция должна направить усилия на то, чтобы достигнуть улучшения экономического и правового положения евреев. Так сформулированную задачу интеллигенции Моргулис в течение всей своей жизни и выполнял лично.
М. Г. Моргулис известен и как цивилист. Он принимал деятельное участие в Одесском юридическом обществе, читал доклады, печатался в различных юридических журналах.
Михаил Григорьевич Моргулис умер в 1912 году в городе Одессе.

## Избранная библиография
Помимо упомянутых выше статей, М. Г. Моргулис также опубликовал:
- «К истории образования русских евреев»;
- «Коробочный сбор»;
- «Еврейский вопрос в его основаниях и частностях»;
- «Современные опасения западноевропейских евреев»;
- «Ассимиляция и национализация»;
- «О сионизме» (Южные Записки, 1904);
- «Мои воспоминания», Восход, 1895;
- «О будущности территориализма» (Еврейский Голос);
- «Этюды из талмудической эпохи: Гиллель, Меер, Акиба и Иегуда», Одесса, 1900;
- «Вопрос, именуемый еврейским», 1906;
- «Организация еврейских общин в России», 1910;
- «О системе приобретенных прав Лассаля» (Журнал гражданского и уголовного права, 1881);
- «Об отношении закона к обычаю иноплеменников» (Журнал гражданского и уголовного права, 1884);
- «К. Д. Кавелин по его трудам» (Труды Одесского Юридического Общества, т. I);
- «О значении гипнотизма для юристов»;
- «Виндикация недвижимости по русскому законодательству»;
- «О праве наследования по Моисеево-Талмудическому законодательству в сравнении с русским правом наследования по закону», 1894;
- «Давность владения по талмудическому праву», 1894[6].